# Kostel svatého Josefa (Remscheid)
Kostel svatého Josefa v Remscheidu je katolický kostel v Remscheidu, v německé spolkové zemi Severní Porýní-Vestfálsko a v arcidiecézi kolínské.
Kostel byl dostavěn v roce 1928. Na věži kostela je zavěšeno pět zvonů.
V letech 1952–2014 byl na věži kostela zavěšen bronzový zvon z roku 1620, který byl roku 1940 odvezen nacisty z Bohumína. Na zvonu jsou nápisy v němčině a v češtině. Zvon byl roku 2015 vrácen do Bohumína.